# Автошлях Т 0904
Автошлях Т 0904 — автомобільний шлях територіального значення в Івано-Франківськії області. Проходить територією Тлумацького, Коломийського,Снятинського та Косівського  районів . Загальна довжина  — 76 км.